# Stroszowice
Stroszowice (niem. Stroschwitz, 1936–1945 Straßendorf)– wieś w Polsce położona w województwie opolskim, w powiecie brzeskim, w gminie Lewin Brzeski.
W latach 1975–1998 miejscowość administracyjnie należała do ówczesnego województwa opolskiego.

## Historia
W pierwszej poł. XVIII w. wieś posiadała pieczęć gminną, na której wizerunku przedstawiono drzewo o długim pniu i owalnej koronie, po obu jego stronach gałązki o trzech owocach lub kwiatach. Natomiast od 1776 roku po zmianie pieczęci gminnej wizerunek przedstawiał  drzewo o trójkątnej koronie, po obu jego stronach po trzy kwiaty wyrastające z murawy.